# U 116 (U-Boot, 1941)
U 116 war ein deutsches U-Boot vom Typ X B, einer Klasse von U-Boot-Minenlegern, das im Zweiten Weltkrieg von der deutschen Kriegsmarine eingesetzt wurde.

## Geschichte
Der Auftrag für das Boot wurde am 31. Januar 1939 an die Germaniawerft in Kiel vergeben. Die Kiellegung erfolgte am 1. Juli 1939, der Stapellauf am 3. Mai 1941, die Indienststellung unter Korvettenkapitän Werner von Schmidt fand schließlich am 26. Juli 1941 statt. Wie die meisten deutschen U-Boote seiner Zeit trug auch U 116 ein spezielles Emblem, das Boot und Besatzung repräsentierte. Es handelte sich um ein Wappen, das eine schwarze Vogelkralle auf goldenem Grund zeigte: das Wappen von Villach, der Patenstadt des Bootes.
Das Boot gehörte nach seiner Indienststellung am 26. Juli 1941 bis zum 31. Januar 1942 als Ausbildungsboot zur 2. U-Flottille in Wilhelmshaven bzw. vom 1. Februar 1942 bis zum April 1942 als Ausbildungsboot zur 1. U-Flottille in Kiel. Nach der Ausbildung gehörte U 116 vom April 1942 bis zu seiner Versenkung am 11. Oktober 1942 als Frontboot zur 1. U-Flottille in Brest.

## Einsatzstatistik
U 116 absolvierte während seiner Dienstzeit vier Unternehmungen, auf denen ein Schiff mit einer Tonnage von 4.248 BRT versenkt, und ein Schiff mit 7.093 BRT beschädigt wurden.

### Erste Unternehmung
Das Boot lief am 2. März 1942 um 12.00 Uhr von Kiel aus und lief am 3. März 1942 in Helgoland ein, wo der Diesel repariert werden musste. Es lief am 12. März 1942 von Helgoland aus und am gleichen Tage in Brunsbüttel ein. Wieder lief es am 14. März 1942 um 15.00 Uhr von Brunsbüttel aus und am 15. März 1942 um 01.30 Uhr in Kiel ein. Das Boot ging zur Reparatur in die Kieler Werft. Es lief am 4. April 1942 um 12.30 Uhr von Kiel aus und lief am 5. April 1942 um 16.00 Uhr in Helgoland ein. Am 6. April 1942 um 8.00 Uhr lief es wieder aus Helgoland aus und um 17.00 Uhr des gleichen Tages wieder dort ein, da eine Ölspur festgestellt wurde. Am 7. April 1942 um 8.00 Uhr lief es wieder von Helgoland aus und um 12.00 Uhr des gleichen Tages wieder dort ein, da Maschinenprobleme auftraten. Es lief am 11. April 1942 um 16.00 Uhr von Helgoland aus und am 14. April 1942 um 20.00 Uhr in Kristiansand ein. Am 15. April 1942 um 4.30 Uhr verließ das Boot Kristiansand und machte am gleichen Tag um 23.00 Uhr in Bergen fest. Dort ging das Boot ins Dock und wurde dann seeklar gemacht. Es lief endgültig am 25. April 1942 um 20.00 Uhr von Bergen aus und lief am 5. Mai 1942 um 9.50 Uhr in Lorient ein. Auf dieser zehn Tage dauernden Unternehmung in den Nordatlantik, auf der das Boot nach Frankreich überführt wurde, wurden keine Schiffe versenkt oder beschädigt.

### Zweite Unternehmung
Das Boot lief am 16. Mai 1942 um 20.05 Uhr von Lorient aus und lief am 9. Juni 1942 um 7.20 Uhr wieder dort ein. Auf dieser 23 Tage dauernden und zirka 3.970 sm über und 182 sm unter Wasser langen Unternehmung in den Nordatlantik und der Neufundlandbank, wurden keine Schiffe versenkt oder beschädigt. Es wurden sechs U-Boote versorgt.
- 26. Mai 1942: Versorgung von U 406 mit 36 m³ Brennstoff und zwei Wochen Proviant.
- 26. Mai 1942: Versorgung von U 94 mit 34 m³ Brennstoff und zwei Wochen Proviant.
- 26. Mai 1942: Versorgung von U 590 mit 34 m³ Brennstoff und zwei Wochen Proviant.
- 27. Mai 1942: Versorgung von U 96 mit 45 m³ Brennstoff. Am 28. Mai 1942 mit vier Wochen Proviant versorgt.
- 27. Mai 1942: Versorgung von U 124 mit 30 m³ Brennstoff. Am 29. Mai 1942 mit zwei Wochen Proviant versorgt.
- 27. Mai 1942: Versorgung von U 569 mit 36 m³ Brennstoff. Am 29. Mai 1942 mit zwei Wochen Proviant versorgt.

### Dritte Unternehmung
Das Boot lief am 27. Juni 1942 um 20.30 Uhr von Lorient aus und lief am 23. August 1942 um 15.00 Uhr wieder dort ein. Auf dieser 67 Tage dauernden und zirka 7.000 sm über und 250 sm unter Wasser langen Unternehmung in den Mittelatlantik, westlich von Freetown, wurde ein Schiff mit 4.284 BRT versenkt und ein Schiff mit 7.093 BRT beschädigt, sowie fünf U-Boote versorgt.
- 12. Juli 1942: Beschädigung des britischen Dampfers Cortona mit 7.093 BRT. Der Dampfer wurde durch einen Torpedo beschädigt. Das Schiff gehörte zum aufgelösten Konvoi OS-33 mit 41 Schiffen. Der Dampfer wurde noch am gleichen Tag von U 201 versenkt.
- 12. Juli 1942: Versenkung des britischen Dampfers Shaftesbury (Lage) mit 4.284 BRT. Der Dampfer wurde durch zwei Torpedos versenkt. Er hatte 5.700 t Kohle geladen und befand sich auf dem Weg von Newport und Belfast nach Buenos Aires. Das Schiff gehörte zum aufgelösten Konvoi OS-33 mit 41 Schiffen. Es gab keine Verluste, 44 Überlebende. Der Kapitän wurde von U 116 gefangen genommen.
- 25. Juli 1942: Versorgung von U 582 mit 45 m³ Brennstoff und eine Woche Proviant.
- 28. Juli 1942: Versorgung von U 130 mit 22 m³ Brennstoff und eine Woche Proviant.
- 28. Juli 1942: Versorgung von U 507 mit 28 m³ Brennstoff und drei Wochen Proviant.
- 2. August 1942: Versorgung von U 572 mit 50 m³ Brennstoff und drei Wochen Proviant.
- 4. August 1942: Versorgung von U 752 mit 50 m³ Brennstoff und drei Wochen Proviant.

### Vierte Unternehmung
Das Boot lief am 22. September 1942 von Lorient aus und wurde am 11. Oktober 1942 versenkt. Auf dieser 19 Tage dauernden Unternehmung in den Nordatlantik, südöstlich von Neufundland, wurden fünf U-Boote versorgt.
- 28. September 1942: Versorgung von U 181 mit Ersatzteilen.
- 2. Oktober 1942: Versorgung von U 258 mit 40 m³ Brennstoff und drei Wochen Proviant.
- 2. Oktober 1942: Versorgung von U 618 mit 65 m³ Brennstoff und drei Wochen Proviant.
- 2. Oktober 1942: Versorgung von U 356 mit 74 m³ Brennstoff. Am 3. Oktober 1942 mit Proviant versorgt.
- 3. Oktober 1942: Versorgung von U 221 mit 60 m³ Brennstoff. Am 4. Oktober 1942 mit zwei Wochen Proviant versorgt.

## Verbleib
Das Boot ist seit dem 6. Oktober 1942 im Nordatlantik verschollen. Mit sehr großer Wahrscheinlichkeit wurde es am 11. Oktober 1942 in der Biskaya von einem Flugzeug der RAF auf der Position 45° 9′ N, 4° 54′ W im Marine-Planquadrat BF 8350 versenkt. An diesem Tag meldete ein Flugzeug der RAF den Angriff auf ein U-Boot. Da nur U 116 in diesem Gebiet stehen konnte, muss angenommen werden, dass das U-Boot bei diesem Angriff versenkt wurde. Die Boote U 404 und U 460, die ebenfalls zu dieser Zeit in dem Gebiet BF waren, meldeten keine Flugzeugangriffe. Es war ein Totalverlust mit 56 Toten.